# WhoMadeWho
WhoMadeWho — експериментальне поп тріо з Копенгагена, яке утворилося у 2003 році. До складу гурту входять джазовий гітарист Йеппе Кьєллберг, барабанщик Томаш Барфод і співак/басист Томас Хьофдінг.

## Кар'єра
Гурт випустив кілька записів на німецькому диско-лейблі Gomma Records, включаючи Out the Door і Space to Rent, кульмінацією співробітництва став їхній однойменний дебютний альбом WhoMadeWho у 2005 році. Більшість треків з цього альбому пізніше були перероблені в акустичну форму на другому записі, Green Versions. Гурт, зокрема, зробив кавер на популярну пісню Бенні Бенассі «Satisfaction» у першому альбомі. У 2009 році вони випустили альбом The Plot, альбом Knee Deep випущений у 2011 році, а потім Brighter у 2012 році. Наступний альбом Dreams вийшов у 2014 році, Through The Walls у 2018 році, а Synchronicity у 2020 році.
Як живий гурт WhoMadeWho грав разом із Daft Punk, Soulwax, Hot Chip, Justice та LCD Soundsystem. Після спільного туру Hot Chip попросили їх зробити ремікс на сингл «TV Friend», а Джош Хомм з Queens of the Stone Age зробив кавер на «Space for Rent».
WhoMadeWho стали хедлайнерами фестивалю Benicàssim у 2007 році після затримки, через яку заплановані хедлайнери, Klaxons, прибули занадто пізно, аби зіграти свій сет.
21 лютого 2014 року вони зіграли з Arisa пісню Cuccurucucu, присвячену Франко Баттіато, на фестивалі в Сан-Ремо 2014, Італія.
У 2019 році гурт відіграв живий виступ на фестивалі Burning Man у пустелі Блек-Рок у США.
22 лютого 2021 року зіграли лайв в прямому ефірі в стародавніх храмах Абу-Сімбела в Єгипті.

## Дискографія

### Альбоми
- WhoMadeWho (2005)
- Green Versions (2006)
- Live In France (2007)
- The Plot (2009)
- Knee Deep (2011)
- Brighter (2012)
- Dreams (2014)
- Through The Walls (2018)
- Synchronicity (2020)
- UUUU (2022)
- Kiss & Forget (2024)